# Макгарри, Билл
Уильям Харри (Билл) Макгарри (англ. William Harry "Bill" McGarry; 10 июня 1927 года, Сток-он-Трент, Англия — 15 марта 2005 года, ЮАР) — английский футболист и тренер.

## Карьера

### Футболиста
В качестве футболиста выступал на позиции полузащитника. Свою серьезную карьеру начал в «Порт Вейле». Долгое время играл в клубе «Хаддерсфилд Таун», за который провел более 350 игр. В то время «терьеры» выступали в элитной Футбольной лиги Англии. Завершал играть полузащитник в качестве играющего тренера в «Борнмуте».

### В сборной
В 1954 году Макгарри провел один матч за вторую сборную Англии, а вскоре он попал в состав главной национальной команды страны на Чемпионат мира в Швейцарии. На мундиале хавбек принял участие сразу в двух матчах, хотя до турнира он не выступал за англичан Всего за «трех львов» Макгарри провел четыре встречи. В 1956 году вместе со сборной Футбольной лиги Англии игрок участвовал в туре по ЮАР.

### Тренера
В качестве наставника Билл Макгарри работал с несколькими известными английскими клубами. Наиболее долго и успешно он трудился с «Вулверхэмптон Уондерерс». Он приводил «волков» к победе в Кубке Английской футбольной лиги и в 1972 году доходил с ними до финала Кубка УЕФА. В решающем противостоянии «Вулверхэмптон» по сумме двух встреч уступил «Тоттенхэму» (1:2, 1:1) В разные годы специалист являлся главным тренером сборных Саудовской Аравии и Замбии.

## Достижения

### Футболиста
- Серебряный призер Второго дивизиона Футбольной лиги (1): 1952/53.

### Тренера
- Финалист Кубка УЕФА (1): 1971/72.
- Обладатель Кубка Футбольной лиги (1): 1974.
- Обладатель Кубка Техасо (1): 1971.
- Победитель Второго дивизиона Футбольной лиги (1): 1967/68.